# Something to Hide
Something to Hide (comercialitzada als Estats Units com Shattered) és una pel·lícula de thriller britànica del 1972 escrita i dirigida per Alastair Reid, basada en una novel·la de Nicholas Monsarrat del 1963. Fou protagonitzada per Peter Finch, Shelley Winters, Colin Blakely, Linda Hayden i Graham Crowden.

## Sinopsi
Finch interpreta un home assetjat per la seva espantosa dona (Winters) que després d'agafar en una autopista una adolescent embarassada (Hayden) és abocat a l'assassinat i la bogeria. La pel·lícula no es va estrenar comercialment als Estats Units fins al 1976.

## Repartiment
- Peter Finch - Harry Field
- Shelley Winters - Gabriella
- Colin Blakely - Blagdon
- John Stride - Sergent Tom Winnington
- Linda Hayden - Lorelei
- Harold Goldblatt - Dibbick
- Rosemarie Dunham - Elsie
- Helen Fraser - Miss Bunyan
- Jack Shepherd - Joe Pepper
- Graham Crowden - Lay Preacher

## Recepció
Fou exhibida com a part de la selecció oficial al Festival Internacional de Cinema de Sant Sebastià 1972, tot i que no va rebre cap premi.